# Тембінкосі Лорч
Тембінкосі Лорч (англ. Thembinkosi Lorch, нар. 22 липня 1993, Блумфонтейн) — південноафриканський футболіст, нападник марокканського клубу «Відад» (Касабланка) та національної збірної ПАР.

## Клубна кар'єра
У дорослому футболі дебютував 2013 року виступами за нижчолігову команду «Малуті ФЕТ Колледж», в якій провів два сезони, взявши участь у 46 матчах чемпіонату. Більшість часу, проведеного у складі команди, був основним гравцем атакувальної ланки команди.
У травні 2015 року уклав контракт з клубом «Орландо Пайретс», після чого здавався в оренду до клубів «Кейптаун Олл Старс» та «Чиппа Юнайтед». На початку 2017 року повернувся у «Орландо Пайретс», у складі якого провів наступні сім років своєї кар'єри гравця. Тренерським штабом нового клубу також розглядався як гравець «основи» і у сезоні 2022/23 виграв Кубок ПАР.
У січні 2024 року перейшов у «Мамелоді Сандаунз» і того ж року виграв з командою чемпіонат ПАР. У лютому 2025 року на правах оренди був відданий у марокканський «Відад» (Касабланка). Станом на 11 травня 2025 року відіграв за клуб з Касабланки 11 матчів в національному чемпіонаті.

## Виступи за збірні
18 червня 2016 року дебютував в офіційних матчах у складі національної збірної ПАР в грі чвертьфіналу Кубка КОСАФА проти Лесото (1:1, пен. 4:2) і згодом виграв з командою турнір.
У складі збірної був учасником Кубка африканських націй 2019 року в Єгипті. У матчі 1/8 фіналу проти Єгипту (1:0) він забив переможний гол, який дозволив його команді вийти до чвертьфіналу, де Лорч також зіграв, але його команда програла Нігерії 1:2.

## Досягнення
- Чемпіон ПАР: 2023/24
- Володар Кубка ПАР: 2022/23